# 蓑鳩屬
蓑鳩屬（學名：Caloenas）為鳩鴿科下的一屬，目前現存僅有綠蓑鳩（C. nicobarica）一種。
其中一個滅絕種為大綠簑鴿，為曾經生存在新喀里多尼亞與東加上的大型物種，因為人類的到來而滅絕，目前僅存有部分亞化石殘骸。另一個滅絕種為斑點綠鳩，具有與綠蓑鳩類似的頸羽；目前僅在利物浦世界博物館存有一具標本，由標本萃取出的DNA分析後，確認斑點綠鳩為綠蓑鳩的近親。

## 物種
- 綠蓑鳩（Caloenas nicobarica）
- †大綠簑鴿（英语：Kanaka pigeon）（Caloenas canacorum）Balouet & Olson, 1989
- †斑點綠鳩（英语：spotted green pigeon）（Caloenas maculata）